# Konrad Hammacher
Konrad Hammacher (* 29. Januar 1928 in Essen; † 4. Oktober 2001 in Steinfurt) war ein deutscher Gynäkologe und Medizinprofessor für Gynäkologie und Geburtshilfe sowie Erfinder verschiedener medizinischer Geräte.

## Leben
Hammacher war der Sohn eines Arztes. Noch während des Schulbesuchs wurde er als Luftwaffenhelfer zur Wehrmacht eingezogen und konnte dann 1948 sein Abitur machen. Anschließend studierte er in Bonn und Innsbruck Medizin und wurde jeweils Mitglied von katholischen Studentenverbindungen im KV: in Bonn bei der Rheinland, jetzt K.St.V. Rheno-Merovingia Bochum, und beim KStV Rhenania Innsbruck. Bis zum Lebensende blieb er diesen Verbindungen treu verbunden.
Nach dem Abschluss seines Studiums wurde Hammacher Assistent und Oberarzt an der Medizinischen Akademie in Düsseldorf und dann am Physiologischen Institut der Universität Münster. Es folgten Tätigkeiten als Leiter der klinischen Sektion der Forschungsabteilung für Biomedizinische Technik bei Hoffmann-La Roche in Basel. Nach verschiedenen Studienreisen in den USA und Europa wurde Hammacher Oberarzt an der Universität Basel, an der er 1974 habilitiert wurde. Im Anschluss daran wurde er Ordinarius und Ärztlicher Direktor für Geburtshilfe und Frauenheilkunde an der Universitäts-Frauenklinik in Tübingen. Wegen gesundheitlicher Beschwerden ließ er sich dort 1985 emeritieren.
Hammacher war seit 1958 mit der Zahnärztin Monika Schilde verheiratet, aus der Ehe gingen drei Kinder hervor.

## Bedeutung
Hammacher war mit Leidenschaft Arzt, gleichzeitig aber auch immer an Technik interessiert. Noch während seines Medizinstudiums wurde ihm für seine Erfindung Automatisches Planetengetriebe für Motorfahrzeuge ein Patent erteilt. Bahnbrechend waren jedoch seine Erfindungen in der Medizintechnik, die Hammacher auch international Anerkennung brachten. Aufgrund seiner Entwicklungen und Erfindungen, insbesondere bei der Kardiotokographie, können die Herztätigkeit der ungeborenen Kinder und der mütterlichen Wehen sowie die Kindsbewegungen während der Schwangerschaftsbetreuung und der Geburt überwacht werden. Dies führte zu einer nicht unerheblichen Senkung der Kindersterblichkeit in der Schwangerschaft und während der Geburt.
Auch weitere Erfindungen für die Geburtsmedizin, die Anästhesie und die Neonatologie stammen von Hammacher. Das sog. Rooming-in System, wodurch ein möglichst früher Mutter-Kind-Kontakt ermöglicht wird, führte Hammacher erstmals in Tübingen ein. Dazu konstruierte er sogar ein spezielles Baby-Bettchen, um dieses System auch bei beengten Verhältnissen möglich zu machen.
Von 1962 bis 2001 veröffentlichte Hammacher mehrere Werke und über 80 Aufsätze in deutschen und ausländischen Fachzeitschriften.

## Ehrungen
Hammacher erhielt für seine Tätigkeiten zahlreiche Ehrungen, u. a.: Maternité-Preis der Deutschen Gesellschaft für Perinatale Medizin (1969), Ehrenmitgliedschaften der Gesellschaft für Geburtshilfe und Gynäkologie (1982), der Niederrheinisch-Westfälischen Gesellschaft für Gynäkologie (1991) und der Deutschen Gesellschaft für Gynäkologie (2000), Ehrenplakette der Gesellschaft für Perinatale Medizin der DDR (1986). 1991 wurde Hammacher das Bundesverdienstkreuz am Bande des Verdienstordens verliehen. Bei dieser Verleihung erklärte der Laudator: „Die Vorstellungen und die geniale Idee der Kardiotokographie hat einen Siegeszug um die Welt angetreten. Konrad Hammacher ist ein Teil der Geschichte der Medizin und der Geschichte der Geburtshilfe.“

## Schriften (Auswahl)
- Die kontinuierliche elektronische Überwachung der fetalen Herztätigkeit vor und während der Geburt In: Gynäkologie und Geburtshilfe Band II – 1970
- Einführung in die Kardiotokograhie – 5. Auflage 2000